# 布科溫卡 (圖爾卡區)
48°59′57″N 23°6′12″E / 48.99917°N 23.10333°E
布科溫卡（烏克蘭語：Буковинка），是烏克蘭西部的村莊，隸屬利維夫州的桑比爾區。該村始建於1989年，面積1.5平方公里，海拔高度676米，2001年人口208，人口密度每平方公里138.67人。